# 小山亜利沙
小山 亜利沙（こやま ありさ、1995年6月30日 -）は群馬県出身のブラジルの柔道家。48kg級の選手。身長は151cm。組み手は左組み。得意技は一本背負投。母親がブラジル人。ブラジル名はステファニー・アリサ・コヤマ(Stefannie Arissa Koyama)。日本語、英語、ポルトガル語の3ヶ国語を話せるという。

## 人物
柔道は5歳の時に兄の影響により佐藤道場で始めた。小学校5年の時に全国小学生学年別柔道大会40kg級に出場するが、決勝で大石道場の近藤亜美に0－3の判定で敗れた。6年の時には45kg級に出場するも3位だった。
塚沢中学2年の時には全国中学校柔道大会の48kg級に出場するも、決勝で岩見沢光陵中学3年の玉置桃に0－3で判定負けした。3年の時には全国中学校柔道大会の決勝で大成中学3年の近藤亜美に1－2の微妙な判定で敗れてまたも2位に終わった。
横須賀学院高校へ進むと、2年の時にはインターハイの準決勝で大成高校2年の近藤に0－3で判定負けした。3年の時にもインターハイの準決勝で近藤に1－2の微妙な判定で敗れて3位だった。
2014年には帝京大学教育学部教育文化学科へ進学すると、1年の時には体重別団体で2位だった。2年の時には学生体重別で優勝を成し遂げた。体重別団体の決勝では山梨学院大学と対戦すると、山崎珠美に大内返で敗れるもチームは優勝を飾った。3年の時には体重別の準決勝で三井住友海上の近藤亜美に大外返で敗れて3位だった。東アジア選手権では優勝を飾った。学生体重別では決勝で国士舘大学4年の岡本理帆に大腰で敗れて2連覇はならなかった。2017年からはブラジル代表として国際大会に出場すると、3月のグランドスラム・バクーでは決勝でセルビアのミリカ・ニコリッチを技あり2つで破って、IJFワールド柔道ツアーに初出場で優勝を飾った。続くグランプリ・トビリシでも優勝した。パンナム選手権では3位だった。8月の世界選手権では3回戦で大学の同級生である渡名喜風南と対戦すると、技ありを先取するもすぐに抑え込みで技ありを取り返されると、GSに入ってから技ありを取られて敗れた。ワールドマスターズでは準々決勝で渡名喜に指導2で敗れるなどして5位だった。

## 主な戦績
- 2006年 - 全国小学生学年別柔道大会 2位40kg級
- 2007年 - 全国小学生学年別柔道大会 3位45kg級
- 2009年 - 全国中学校柔道大会 2位
- 2010年 - 全国中学校柔道大会 2位
- 2012年 - インターハイ 3位
- 2013年 - インターハイ 3位
- 2014年 - 体重別団体 2位
- 2015年 - 学生体重別 優勝
- 2015年 - 体重別団体 優勝
- 2016年 - 体重別 3位
- 2016年 - 東アジア選手権 優勝
- 2016年 - 学生体重別 2位
- 2017年 -　グランドスラム・バクー 優勝
- 2017年 -　グランプリ・トビリシ　優勝
- 2017年 -　パンナム選手権　3位
- 2017年 -　ワールドマスターズ　5位

(出典、、JudoInside.com)